# Saint-Joseph-de-Rivière
Saint-Joseph-de-Rivière är en kommun i departementet Isère i regionen Auvergne-Rhône-Alpes i sydöstra Frankrike. Kommunen ligger i kantonen Saint-Laurent-du-Pont som tillhör arrondissementet Grenoble. År 2022 hade Saint-Joseph-de-Rivière 1 243 invånare.

## Befolkningsutveckling
Antalet invånare i kommunen Saint-Joseph-de-Rivière
Referens:INSEE